# Ананченко, Александр Евгеньевич
Александр Евгеньевич Ананченко (укр. Олександр Євгенович Ананченко; род. 2 февраля 1966, Селидово, Донецкая область, Украинская ССР, СССР) — государственный деятель Украины, самопровозглашённой Донецкой Народной Республики и России. Премьер-министр ДНР (2018—2022). Считается ставленником заместителя руководителя Администрации президента Российской Федерации и экс-вице-премьера Дмитрия Козака. Сенатор Российской Федерации (2022 — 2023).

## Биография
Родился по одним данным в 1967 году в Макеевке, по другим в 1966 году в Селидово Донецкой области. Воспитывался дедушкой и бабушкой. В 1983 году окончил селидовскую школу № 2 с золотой медалью. Имеет высшее образование (Харьковский юридический институт).
С июня 1988 до июля 1996 года Аначенко работал в милиции, дослужившись до старшего лейтенанта, был следователем, дежурным, старшим оперуполномоченным уголовного розыска Селидовского горотдела внутренних дел.
Уйдя из милиции, был начальником юридической службы ЗАО «Металлургическая инвестиционная компания» («МИКОМ») российского предпринимателя Михаила Живило, родившегося в 1966 году в Селидово. Затем был директором «Центра антикризового управлiння», заместителем генерального директора компании «Iнвестицiйно-промисловий союз» Эдуарда Прутника, советника Азарова и Януковича в 2002—2005 годах, также уроженца Селидово.
Заместитель генерального директора ЗАО «Укрiнпро» и член наблюдательного совета аффилированного ему ЗАО "ЗТСК «Запорiжголовпостач».
После провозглашения Донецкой Народной Республики возглавлял управление стратегии развития промышленности администрации Главы ДНР Захарченко.

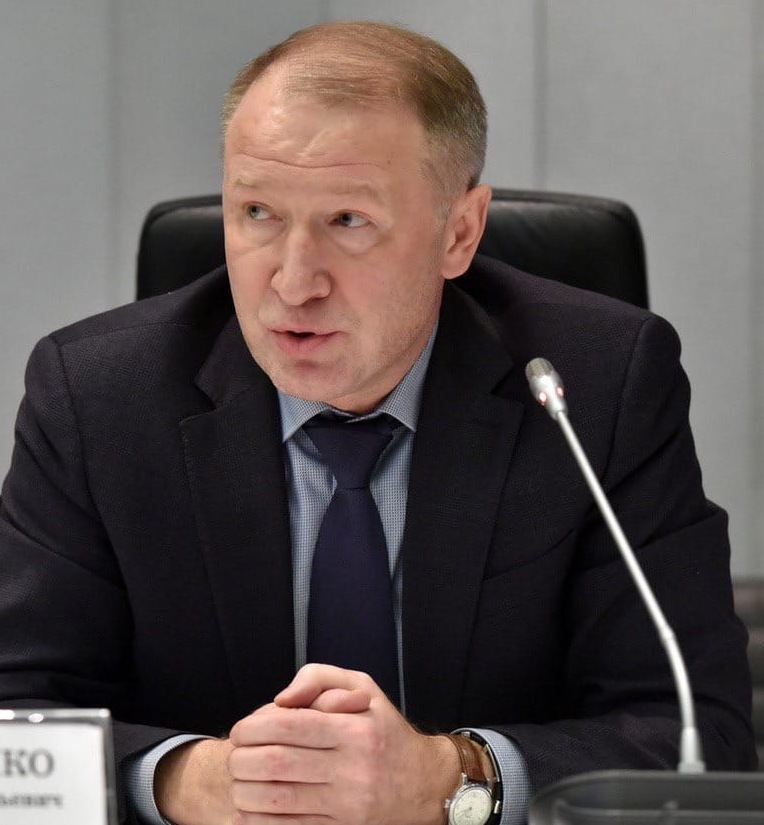
Ананченко в 2018 году

Был директором филиала ЗАО «Вторшахтмет-1» в Кривцах и советником руководителя ЗАО «Внешторгсервис» влиятельного предпринимателя Сергея Курченко, которому была передана в управление часть промышленных предприятий на территории ДНР.
С 7 сентября 2018 года — исполняющий обязанности вице-премьера правительства ДНР (курировал функциональный блок (департамент) анализа и стратегического развития). С 18 октября по 1 декабря 2018 — исполняющий обязанности Председателя Совета министров ДНР.
С 1 декабря 2018 до 8 июня 2022 года Председатель Правительства ДНР.
23 декабря 2022 года вступил в должность сенатора Российской Федерации — представителя Народного Совета ДНР в Совете Федерации.

## Санкции
8 апреля 2022 года, на фоне вторжения России на Украину, как «бывший так называемый "премьер-министр" так называемой "ДНР"» внесён в санкционный список стран Евросоюза. С 13 апреля 2022 года под санкциями Великобритании из-за действий России по дестабилизации Украины. 28 июня 2022 года попал в санкционный список США против «путинской военной машины». По аналогичным основаниям находится под санкциями Канады, Швейцарии, Украины, Японии, Австралии и Новой Зеландии.